# المشروع 705 ليرا

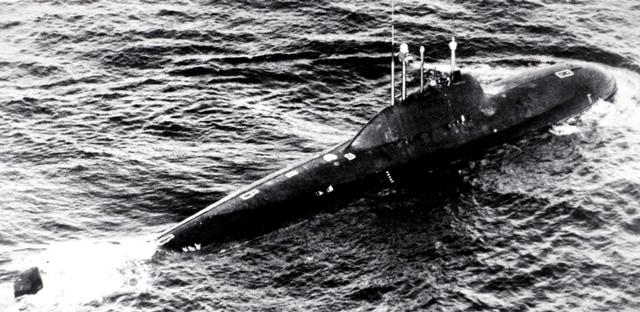
غواصة سوفييتية من غواصات المشروع 705 ليرا

المشروع 705 ليرا (وذلك وفق التسمية السوفيتية باللغة الروسية «Лира»؛ أما وفق تسمية حلف الناتو فيدعى مشروع غواصات الفئة ألفا) كان مشروعاً سوفييتياً لصناعة الغواصات النووية بين سنتي 1968 و1972.
كانت تلك الغواصات رائدة من حيث التقدم التكنولوجي؛ خاصة في تلك الفترة التاريخية أثناء الحرب الباردة.